# Coryphantha delicata
Coryphantha delicata ist eine Pflanzenart in der Gattung Coryphantha aus der Familie der Kakteengewächse (Cactaceae). Das Artepitheton delicata stammt aus dem Lateinischen, bedeutet ‚feingliedrig‘ und verweist auf den Wuchs der Art.

## Beschreibung
Coryphantha delicata wächst einzeln oder bildet Gruppen. Die halbkugelförmigen bis kugelförmigen Triebe erreichen bei Durchmessern von 5 bis 6 Zentimeter Wuchshöhen von 4 bis 5 Zentimeter. Die 6 bis 9 Millimeter langen runden Warzen sind konisch und besitzen eine ovale Basis. Der einzelne Mitteldorn, der auch fehlen kann, ist gekrümmt bis gehakt und 0,6 bis 1,2 Zentimeter lang. Anfangs ist der Mitteldorn braun bis fast schwarz, später vergraut er. Die 17 bis 22 weißen bis gelblichen, ausstrahlenden, 0,9 bis 1,5 Zentimeter langen Randdornen besitzen eine dunklere Spitze. Die oberen sechs bis acht Randdorne stehen etwas gebündelt beisammen.
Die gelben Blüten sind bis zu 4 Zentimeter lang und erreichen Durchmesser von 6 Zentimeter. Die grünen Früchte weisen Längen von 2,5 bis 3 Zentimeter und Durchmesser von 1,2 Zentimeter auf.

## Verbreitung, Systematik und Gefährdung
Coryphantha delicata ist in den mexikanischen Bundesstaaten Tamaulipas, San Luis Potosí, Nuevo León, Coahuila, Durango und Zacatecas auf Kalkschotter auf Ebenen, an Hängen und auf Kuppen verbreitet.
Die Erstbeschreibung durch Lewis Bremer wurde 1979 veröffentlicht.
In der Roten Liste gefährdeter Arten der IUCN wird die Art als „Least Concern (LC)“, d. h. als nicht gefährdet geführt.

## Nachweise